# Powiat gniewski
Powiat gniewski – powiat istniejący w latach 1920–1932 na terenie obecnego województwa pomorskiego, utworzony z przypadłych w 1919 roku Polsce skrawków (0,4) powiatu kwidzyńskiego. Jego ośrodkiem administracyjnym był Gniew. 1 kwietnia 1932 powiat został zniesiony, a jego obszar włączono do powiatów: tczewskiego (łącznie z Gniewem), starogardzkiego i świeckiego (w ówczesnym  województwie pomorskim).